# Salvador Salvador
Salvador Martinho Rocha Nogueira Salvador, más conocido como Salvador Salvador, (Samora Correia, 29 de julio de 2001) es un jugador de balonmano portugués que juega de lateral izquierdo en el Sporting CP. Es internacional con la selección de balonmano de Portugal.
Su primer gran campeonato con la selección fue el Campeonato Europeo de Balonmano Masculino de 2022.

## Palmarés

### Sporting CP
- Copa de Portugal de balonmano (3): 2022, 2023, 2024
- Liga de Portugal de balonmano (1): 2024

## Clubes
| Club              | País     | Año         |
| ----------------- | -------- | ----------- |
| Sporting CP       | Portugal | 2018 - Act. |
| Boa-Hora (cedido) | Portugal | 2019 - 2020 |